# 吉村智樹
吉村 智樹（よしむら ともき、1965年10月18日 - ）は日本の放送作家、フリーライター。別名：満月ポン吉。長崎県生まれ、大阪府出身。京都府在住。
大阪芸術大学映像学科卒業後、印刷会社や編集プロダクション勤務を経て放送作家、フリーライター。看板写真を中心とした街のB級ネタ、関西ネタを得意とする。モダンチョキチョキズの構成員でもあった。2011年4月1日に、第1回団鬼六賞を受賞した官能小説家の花房観音と結婚。

## 著書

### 単著
- VOWやねん! まちのヘンなもの大カタログ 大阪・街のアホ500発!! 宝島社, 1995.11
- まぬけもの中毒 鹿砦社, 1998.8
- ビックリ仰天!食べ歩きの旅 西日本編 鹿砦社, 2001.3
- 吉村智樹の街がいさがし 街のヘンなもの見つけた オークラ出版, 2005.6
- 恐怖電視台 本当にあった業界の怖い話 芸能界編 竹書房文庫 2014.8
- ジワジワ来る関西(WEST) 扶桑社 2014.11

### 共著・編著
- なにわのおもろい商人たち 遊タイム出版編集部 遊タイム出版 1996.6
- 舌先の格闘技 中島らも・著 双葉文庫 1996.10　- 対談を収録
- ヴィンテージ・ギャグの世界 ナンシー関、高橋洋二・監修 徳間書店 1997.2
- DISKナウ!! VS レコードやくざ 矢倉邦晃、吉村智樹、内門洋、魂列車1号 ジャングル・ブック　1998.9
- 廃本研究2　杉並北尾堂 1999.12
- VOWでんがな 全国の大阪的ヘンなもの大カタログ 吉村智樹と仲間たち編著 宝島社, 2001.4
- ハロー!プロジェクト大百科 ハロー!プロジェクトファンクラブ・編 メディアファクトリー 2004.2
- ギリギリ★パラダイス 若手お笑い芸人たちの絶体絶命 ゴマブックス 2005.12 - 満月ポン吉名義
- 女優魂 ドキッ!女だらけのハローワーク 中京テレビ・著 ゴマブックス 2006.6
- VOWやもん! 大阪周辺のオモシロ物件採集レポート 吉村智樹と仲間たち編著 宝島社, 2007.12

### アンソロジー
- 怪談実話 FKB 饗宴6 竹書房文庫 2014.4　「哀の“軌跡”」「鼻の芸能界」「ウワサの古墳を参拝」「魂こがして」

## テレビ
- 痛快!明石家電視台（構成）毎日放送
- テレビのツボ（構成、出演）毎日放送
- TVじゃん!! （構成）読売テレビ
- 共鳴野郎（構成）読売テレビ
- ウェークアップ!ぷらす（構成）読売テレビ
- 無意味良品（出演）BSフジ
- ディープ・キッチュ（出演）関西テレビ
- B級レコード大賞インハワイ（出演）関西テレビ（「真夜中テレビ枠」で一回のみ放送）
- おとなの子守唄(新)（構成）サンテレビ
- たかじんNOマネー〜人生は金時なり〜（構成）テレビ大阪

## 音楽
カセット
- ジャパニーズ・ネオアコ&フレンチポップス・オムニバス 選曲 FUJIYAMA ※インディーズ